# Drag-On-Line
Drag-On-Line var en professionell showensemble bestående av musikalartister från Performing Arts School. Ensemblen bildades juni 2001 i Göteborg och har sedan dess turnerat runtom i Europa i olika konstellationer med gästuppträdanden. Drag-On-Line's tonvikt i showerna låg på dans (gruppen använde sig ofta av professionella dansare), högt tempo samt komisk tajming. Gruppen har uppträtt dels med nattklubbsshower, krogshower och specialshower (bland annat julshower).